# Тайфунник
Тайфунник (Pterodroma) — рід буревісникоподібних птахів родини буревісникових (Procellariidae). Представники цього роду мешкають в Атлантичному, Індійському і Тихому океанах, переважно в Південній півкулі.

## Опис
Тайфунники — середнього розміру і великі морські птахи, середня довжина яких становить 26-46 см, розмах крил 53-114 см, вага 112-810 г. Їм притаманні довгі крила, короткий хвіст і короткий, міцний, гачкуватий на кінці дзьоб. Тайфунники ведуть пелагічний спосіб життя і рідко наближуються до суходолу, за винятком гніздування. Вони живляться дрібною рибою, кальмарами, ракоподібними та іншими безхребетними, яких ловлять з океанічної поверхні. Формують гніздові колонії на океанічних островах, гніздяться в норах в ґрунті або в тріщинах серед скель. В кладці 1 біле яйце. Під час шлюбного сезону ведуть нічний спосіб життя. Незважаючи на широке поширення, більшість тайфунників є обмежені одним океанічним басейном і бродячий спосіб життя серед них не є так поширений, як у інших морських птахів, таких як качурки.

## Види
Рід нараховує 35 видів:. 
- Тайфунник довгокрилий (Pterodroma macroptera)
- Тайфунник білоголовий (Pterodroma lessonii)
- Тайфунник північний (Pterodroma gouldi)[10]
- Тайфунник атлантичний (Pterodroma incerta)
- Тайфунник Соландра (Pterodroma solandri)
- Тайфунник новозеландський (Pterodroma magentae)
- Тайфунник Мерфі (Pterodroma ultima)
- Тайфунник м'якоперий (Pterodroma mollis)
- Тайфунник мадерійський (Pterodroma madeira)
- Тайфунник азорський (Pterodroma feae)
- Тайфунник бугіойський (Pterodroma deserta)[11]
- Тайфунник бермудський (Pterodroma cahow)
- Тайфунник кубинський (Pterodroma hasitata)
- Тайфунник карибський (Pterodroma caribbaea)[12]
- Тайфунник тихоокеанський (Pterodroma externa)
- Тайфунник вануатський (Pterodroma occulta)[13]
- Тайфунник кермадецький (Pterodroma neglecta)
- Тайфунник-провісник (Pterodroma heraldica)[14]
- Тайфунник тринідадський (Pterodroma arminjoniana)
- Тайфунник чорний (Pterodroma atrata)[15]
- Тайфунник макронезійський (Pterodroma alba)
- Тайфунник реюньйонський (Pterodroma baraui)
- Тайфунник гавайський (Pterodroma sandwichensis)[16]
- Тайфунник галапагоський (Pterodroma phaeopygia)
- Тайфунник Піла (Pterodroma inexpectata)
- Тайфунник макаулійський (Pterodroma cervicalis)
- Тайфунник австралійський (Pterodroma nigripennis)
- Тайфунник чатамський (Pterodroma axillaris)
- Тайфунник бонінський (Pterodroma hypoleuca)
- Тайфунник білолобий (Pterodroma leucoptera)
- Тайфунник коротконогий (Pterodroma brevipes)[17]
- Тайфунник Кука (Pterodroma cookii)
- Тайфунник Дефіліпа (Pterodroma defilippiana)
- Тайфунник Штейнегера (Pterodroma longirostris)
- Тайфунник кліфовий (Pterodroma pycrofti)

Відомо також кілька вимерлих видів тайфунників:
- Pterodroma kurodai Harrison & Walker, 1978 – атол Альдабра (Мозамбіцька протока)[18]
- Pterodroma jugabilis Olson & James, 1991 – острови Гаваї і Оаху (Гавайський архіпелаг)[19]
- Pterodroma imberi Tennyson, Cooper & Shepherd, 2015 – архіпелаг Чатем[20]

## Етимологія
Наукова назва роду Pterodroma походить від сполучення слів дав.-гр. πτερον — крило і дав.-гр. δρομος — бігун.